# عقیده واسطیه
(عربی: العقيدة الواسطية‎) العقیده الواسطیه کتابی است در اصول عقاید اسلامی که توسط فقیه حنبلی تقی الدین بن تیمیه در سال ۱۲۹۷ میلادی ۶۹۸ قمری نوشته شده است. درک آن در مقایسه با سایر آثار ابن تیمیه نسبتاً آسان است..  اکثر مسائل را از مبانی دین و عقاید و رویکرد اهل سنت و جامعه برشمرده است. علت تألیف  این بود که شیخی به نام رضی الدین واسطی از اصحاب شافعی از سرزمین واسط نزد ابن تیمیه آمد و او از چه چیزی شکایت کرد مردم در آن کشور و در دولت تاتار در مورد غلبه جهل و بی عدالتی تجربه می کردند، پس این رساله را نوشت و گفت: «در این آموزه نیز اصل بر پیروی از قرآن و سنت است».

## دلیل نوشتن
ابن تیمیه هدف خود را از نگارش آن چنین بیان کرده است:
هَذِهِ كَانَ سَبَبُ كِتَابَتِهَا أَنَّهُ قَدِمَ عَلَيَّ مِنْ أَرْضِ وَاسِطٍ بَعْضُ قُضَاةِ نَوَاحِيهَا شَيْخٌ يُقَالُ لَهُ رَضِيُّ الدِّينِ الواسطي مِنْ أَصْحَابِ الشَّافِعِيِّ قَدِمَ عَلَيْنَا حَاجًّا وَكَانَ مِنْ أَهْلِ الْخَيْرِ وَالدِّينِ وَشَكَا مَا النَّاسُ فِيهِ بِتِلْكَ الْبِلَادِ وَفِي دَوْلَةِ التتر مِنْ غَلَبَةِ الْجَهْلِ وَالظُّلْمِ وَدُرُوسِ الدِّينِ وَالْعِلْمِ وَسَأَلَنِي أَنْ أَكْتُبَ لَهُ عَقِيدَةً تَكُونُ عُمْدَةً لَهُ وَلِأَهْلِ بَيْتِهِ فَاسْتَعْفَيْت مِنْ ذَلِكَ وَقُلْت قَدْ كَتَبَ النَّاسُ عَقَائِدَ مُتَعَدِّدَةً فَخُذْ بَعْضَ عَقَائِدِ أَئِمَّةِ السُّنَّةِ فَأَلَحَّ فِي السُّؤَالِ وَقَالَ مَا أُحِبُّ إلَّا عَقِيدَةً تَكْتُبُهَا أَنْتَ فَكَتَبْت لَهُ هَذِهِ الْعَقِيدَةَ وَأَنَا قَاعِدٌ بَعْدَ الْعَصْرِ وَقَدْ انْتَشَرَتْ بِهَا نُسَخٌ كَثِيرَةٌ؛ فِي مِصْرَ وَالْعِرَاقِ وَغَيْرِهِمَا
یکی از قضات واسط، به نام رضی الدّین واسطی که از علمای مکتب شافعی بود، در سفر حج به ما نزدیک شد. او از مردم آن سرزمین در حکومت تارتار، از رواج جهل و ظلم و از دست دادن دین و دانش شکایت کرد. او از من خواست تا برای او عقیده ای بنویسم که او و خانواده اش بتوانند بر آن تکیه کنند. من از آن خودداری کردم و گفتم: علمای اهل سنت متون زیادی نوشته اند، یکی از آنها را استفاده کنید. ولی او پافشاری کرد که فقط عقیده تو را دوست دارم. پس من اینرا نوشتم و بعد از ظهر که وقت زیادی داشتم نسخه های زیادی از آن را نوشتم که در مصر، عراق و جاهای دیگر توزیع شد.

## بخشهای کتاب
در اسماء و صفات.
در ایمان.
در اسماء و احکام و باب ضیافت خدا.
در تقدیر
در قیامت و آنچه در آن است و آنچه در آن است مانند حساب و شفاعت و تعادل و بهشت و جهنم.
کرامت
در جایگاه والیان و حاکمان است.
صحابه
در منابع دریافت دین
در اخلاق و رفتار و امر به معروف و نهی از منکر
در جهاد و انجام مناسک مشهود